# Dudka (województwo warmińsko-mazurskie)
Dudka (niem. Schraderswert) – osada w Polsce, położona w województwie warmińsko-mazurskim, w powiecie giżyckim, w gminie Wydminy.
W latach 1975–1998 miejscowość administracyjnie należała do województwa suwalskiego.

## Stanowisko archeologiczne
Dudka - stanowisko z epoki kamienia. Położone w pobliżu wsi Dudka oraz Szczepanki na torfowisku, które w pradziejach było wyspą na nieistniejącym już Jeziorze Staświńskim. Odkryte na początku lat 80. XX wieku. Badania archeologiczne z ramienia Instytutu Historii i Kultury Materialnej PAN w Warszawie, rozpoczął w 1985 r. Witold Gumiński i Jan Fiedorczuk. Ślady osadnicze na stanowisku sięgają późnego paleolitu i obecne są do przełomu neolitu i epoki brązu. W południowej części stanowiska odkryto cmentarzysko łowców z okresu mezolitu i neolitu. Wyspa Dudka znajduje się w płd.- wsch. części Łąk Staświńskich w pobliżu innego, bliźniaczego stanowiska Szczepanki – w przeszłości również wyspy. Ta część Łąk Staświńskich określana była w literaturze niemieckiej z lat 30. XX wieku jako "Röster Wiesen", później spolszczone na "Bagno Moczyska".